# Herman Sandby

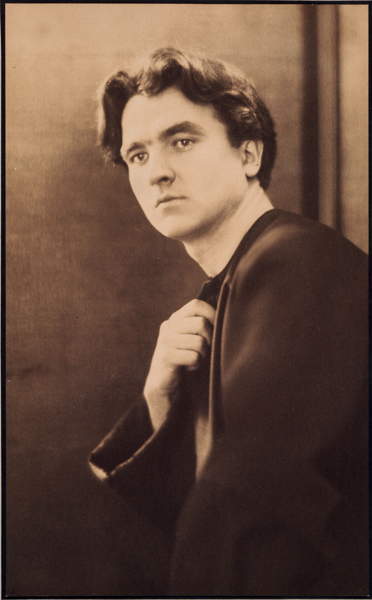
Herman Sandby.

Peter Herman Sandby, född 21 mars 1881 i Sandby vid Holbæk, död 14 december 1965 i Köpenhamn, var en dansk cellist.
Sandby ägnade sig först åt piano och violin, men därefter främst cello. Från 1895 till 1900 studerade han hos Hugo Becker i Frankfurt am Main och utvecklade sig redan i ung ålder till en betydande mästare på sitt instrument. Redan vid sin debut i Köpenhamn väckte han uppmärksamhet och förvärvade sig ett ansett namn under vidsträckta konsertturnéer i Norden, Tyskland, Storbritannien, Italien och USA. Under några år var han solocellist i Philadelphia Orchestra. Han framträdde även som kompositör, bland annat med flera kammarmusikverk.